# شهر قلعه

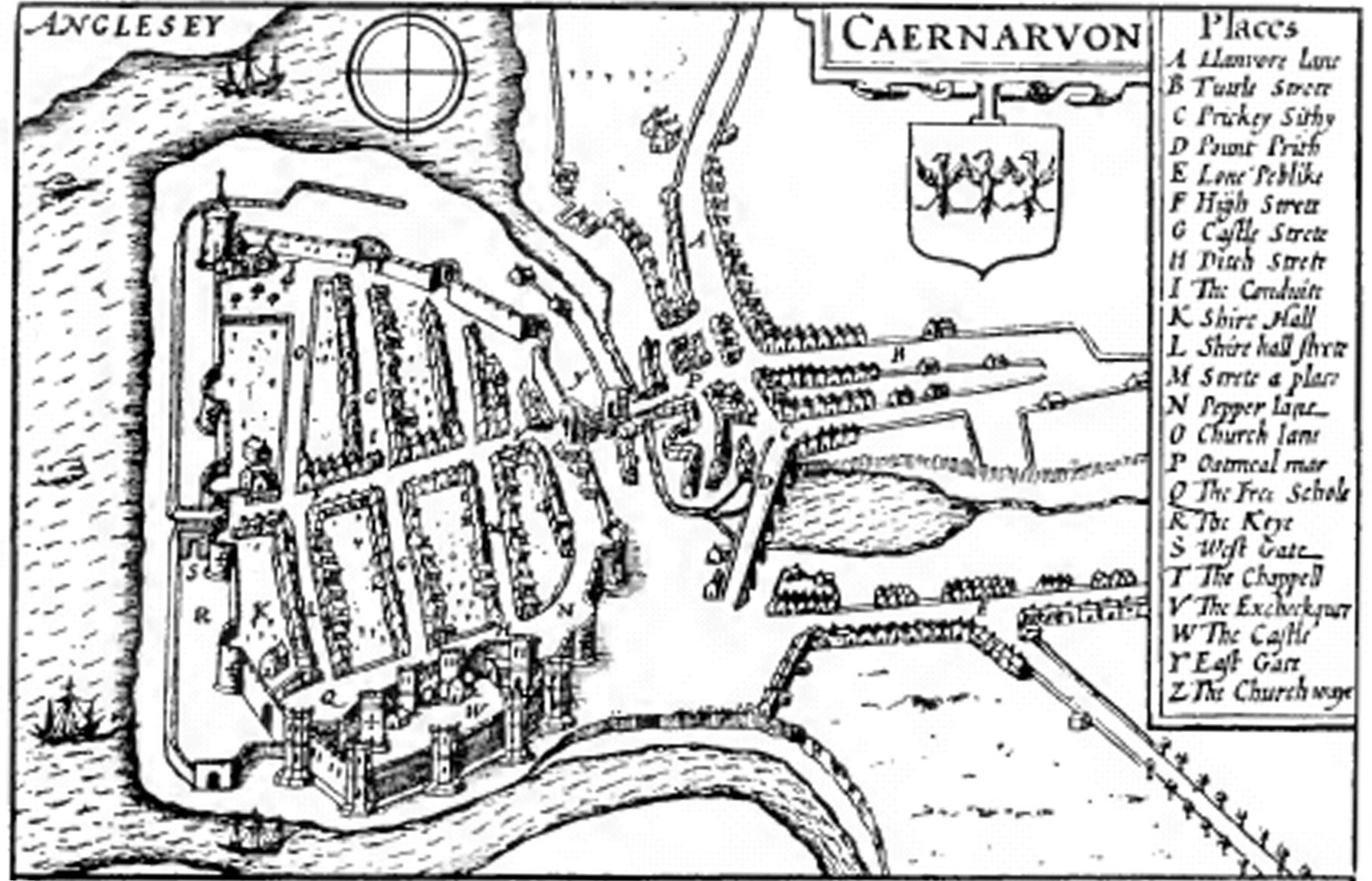
کرنارفون(Caernarfon)، 1610 میلادی

شهر قلعه (انگلیسی: Castle town) یک شهرک ساخته شده در مجاورت یا اطراف قلعه است. شهرهای قلعه ای در قرون وسطی اروپا رایج بودند. مثال‌ها شامل شهرهای کوچکی مانند انیک (شهر) و آروندل است که هنوز هم تحت سلطه قلعه‌های خود هستند. در اروپای غربی و به ویژه انگلستان، معمولاً شهرها و شهرهایی که شهرهای قلعه‌ای نبودند در اطراف کلیسای جامع سازمان یافته‌اند.